# 高雄水道
高雄水道，原稱打狗水道，為台灣日治時期高雄市的自來水供應設施，於1913年10月完工。其水源為發源自中央山脈，由荖濃溪和楠梓仙溪匯合的高屏溪，在九曲堂附近的高屏溪沙洲設有集水井取水；取水後經唧筒送至「小坪頂水源地」及淨水廠，再送至「壽山淨水池」以供應高雄市用水。其現今仍運作中，由台灣自來水公司管理。
高雄水道是台灣繼淡水水道、基隆水道、彰化水道、臺北水道後的第五個水道系統，而在初期設置的規模僅次於台北水道，為當時台灣南北兩大上水道系統。

## 歷史
打狗地區在自來水系統設立前，多使用當地的井水，但因其鹽分較高，不適合做為飲用和洗滌等使用，加上供水量少，亦不足以供應港口停靠船員所需。隨著打狗市街和港口發展，人口逐漸成長，勢必需要設置現代化的自來水設施。為了應急使用，在港口北側丘陵的湧泉和內惟的龍目井湧泉設置了鐵管、竹管供給部分市民。此兩處湧泉因成分含有大量石灰，水質硬度較高；且考量打狗港在1912年第一期築港完成後船隻將出入頻繁，用水量亦將大增，此兩處湧泉將不足以供應大量用水需求，故將水源計畫轉向台灣第三大河川高屏溪。
臺灣總督府自1909年11月開始對高屏溪進行水質調查，並在1910年6月決定在九曲堂附近設置取水口、在小坪頂設置水源地及淨水廠、在壽山設置淨水貯溜池。1920年10月，因打狗改稱高雄，打狗水道改稱「高雄水道」。

### 設立
高雄市於1897年底的人口僅3,500多人，於1911年底時已達到了13,700多人，考量高雄港逐步興建的計畫，將計畫供水人口設定為40,000人，並亦可供應工廠和船隻等用水。打狗水道的管線測量工程於1909年11月展開，並設置了工事事務所、田草埔工事出張事務所、鐵管試驗場（高雄車站附近）、材料置場（九曲堂車站附近）、搬運材料的輕便鐵道及工廠間連絡的專用電話等設施。打狗水道在1910年6月動工，工程期間還歷經風災復舊及打狗市區改正造成的變更設計，於1912年11月上旬開始一部份供水，在1913年10月供水至旗後，工程最終於1913年12月完工，但鹽埕埔在1914年3月底才開始供水。水道建設工程還包含了水道用地徵收、地上物補償費、和墓地遷葬等費用，總工程費由國庫支出，總計1,221.708圓。
打狗水道使用唧筒式和重力式混合的汲水設備，先在「竹子寮取水口 （页面存档备份，存于）」以唧筒將水從高屏溪上引至高度約59尺的「小坪頂水源地」內分水井，水源經過處理後，依重力自然下流至沉澱池和過濾池等，再匯集到送水井，再以120公尺落差的水勢送到南壽山標高34.8公尺山坡上的「打狗淨水池」，再從此將水送到市區各處。

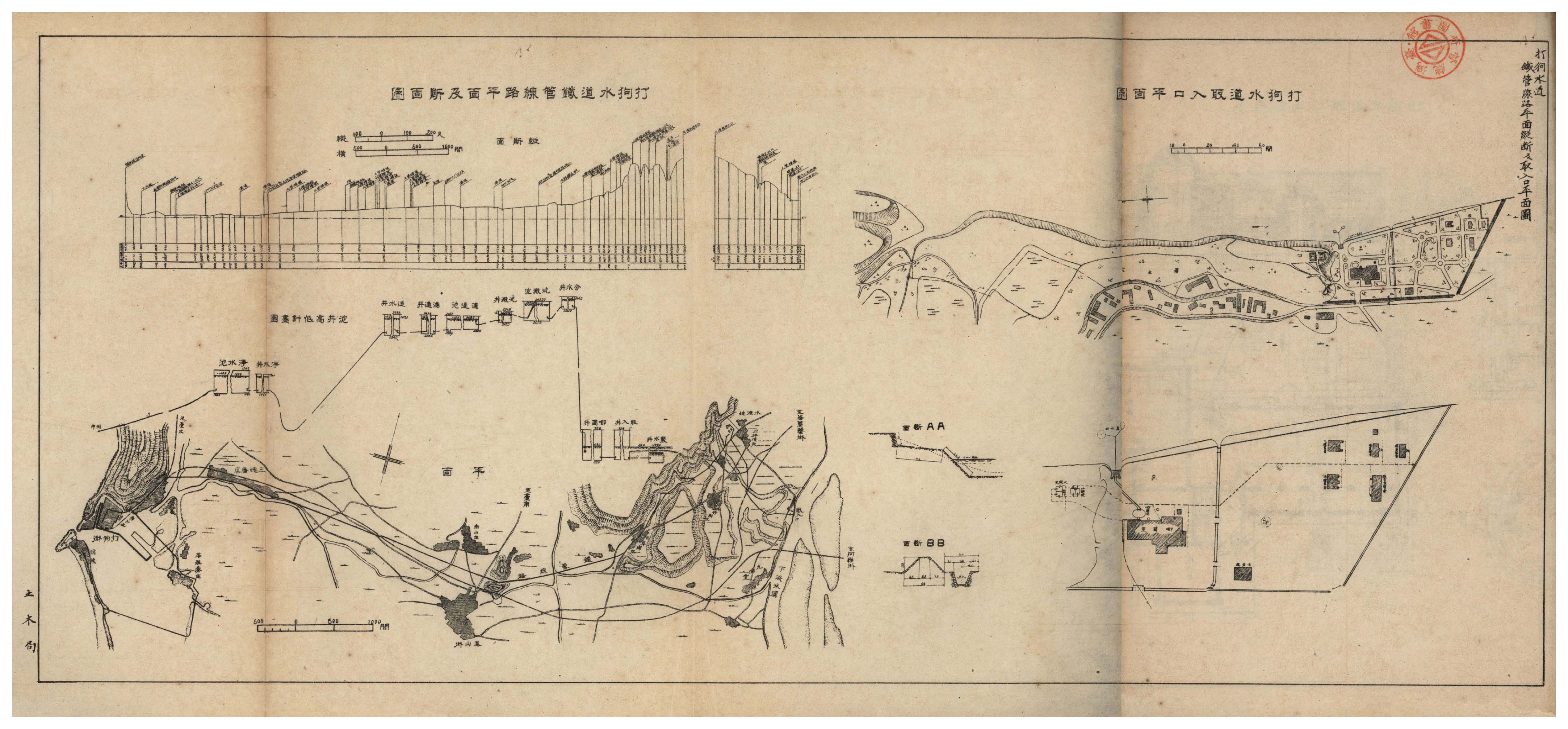
打狗水道取水口、水源地及管線平面圖

### 第一次擴建
因高屏溪河床變動導致取水口周圍的防砂設施流失，造成取水口逐漸被泥沙堵住而無法運作，取水口的水位亦逐漸下降，於是在1917年3月進行水道改善工程，設立新的取水口，工程於1918年7月底完工。另外，本次工程被1920年9月的洪水所淹沒，因復舊工程困難，故不再使用。

### 第二次擴建
自1915年至1925年，高雄市的人口增加了三倍，使自來水供應量即將面臨不足的問題，於是高雄水道在1925年3月增設了一座過濾池，將計畫供水人口提升為50,000人（高雄市及屏東市）。

### 第三次擴建
高屏溪的流心因洪水而時常變動，造成導水上的困難，於是1926年在六塊厝護岸的對岸設置了新的取水口，並增設一座沉澱池，增加最大給水量至一天10,000立方公尺。

### 第四次擴建
因高雄市快速發展，於是決定再次擴建高雄水道，將計畫供水人口提升至10萬人（高雄市8萬人，屏東市2萬人），新設集水井、揚水管、沉澱池、過濾池和送水管等設施。此次工程於1930年12月動工，1933年3月完工。另外，因臺灣總督府於1939年在鳥松庄設立鳳山熱帶園藝試驗分所，高雄水道因此將配水管線延伸至此處，並在1939年2月完工。

### 第五次擴建
隨著大高雄都市計畫於1936公告，增加了高雄市東側都市發展的腹地，且配合高雄市作為南進政策的重要據點，高雄市的各種工廠和重工業亦快速發展，故將計畫供水人口提升至150,000人，並在大寮庄翁公園設立「第二水源地」，利用集水井收集地下伏流水，以及設置氣曝池、過濾池等設施，並在大寮拷潭的丘陵上設置配水池，主要供應高雄川（愛河）以東地區用水，此工程於1942年3月完工。

### 戰後
在第二次世界大戰期間，高雄水道因高雄大空襲造成水道設施多處損毀，水錶數自10,280個減少至300多個。戰後逐漸開始各項修復和改善工作，後來在國際合作總署駐台安全分署的協助下，於1959年增加配水設備，並整合了高雄水廠、鳳山水廠、海軍、煉油廠水廠和澄清湖工業水廠之供水系統。並自1965年擬定第一、第二水源地擴建工程。

## 分水道
- 阿緱水道：自小坪頂水源地另設分水道，並經由下淡水溪鐵橋供水至阿緱市街，1916年10月1日開始供水。
- 鳳山無線電信所水道：1920年，在佐世保鎮守府要求下，高雄水道設置了通往鳳山無線電信所的分水道，並在1921年3月底開始供水。[4]

## 管理機關
高雄水道最初由談臺灣總督府設計施工，其營運管理則交由臺灣總督府土木部。土木部於1911年10月改制為土木局，而水道事務於1913年改由臺灣總督府作業所負責。總督府作業所於1919年7月廢止後，高雄水道改由臺南廳主管，於1920年9月改由高雄州主管，最終於1925年4月改由高雄市管理。高雄水道在戰後1945年由高雄市政府建設局土木課水道股管轄，並在1946年8月另成立「高雄市政府自來水管理處」，於1955年奉省政府要求改名為「高雄市自來水廠」，直到併入1974年成立的「臺灣省自來水股份有限公司」。

## 設施

### 取水場
位於大樹庄九曲堂，設有集水井、各井連絡管、補助唧筒井、補助唧筒、唧筒井、揚水唧筒室、揚水唧筒、揚水鐵管。戰後更名為竹寮取水站，其揚水唧筒室為1913年完工的紅磚造建築，於1998年被列為高雄縣定古蹟。

### 水源地及淨水場

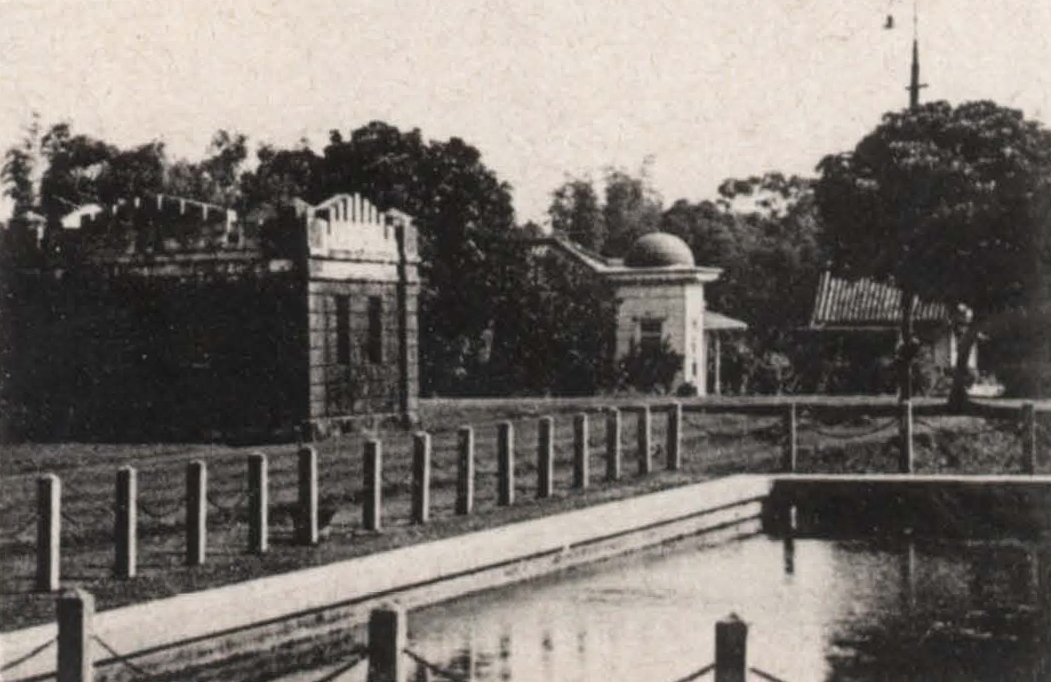
高雄水道小坪頂水源地

- 第一水源地：位於大樹庄小坪頂，設有分水井、沉澱池、調整井、過濾池、淨水渠、送水井和洗砂場等設施，現為「坪頂給水廠」。
- 第二水源地：位於大寮庄翁公園，設有集水井、氣曝池、過濾池、淨水唧筒井、配水池和揚水管等設施，現為「翁公園淨水場」。

### 配水池
位於高雄市鼓山區壽山山麓，負責接收來自竹寮取水站及小坪頂水源地的淨水 ，以地形位差供給旗後町、哨船頭、苓雅寮、新濱町、湊町、山下町等地的住民淨水。

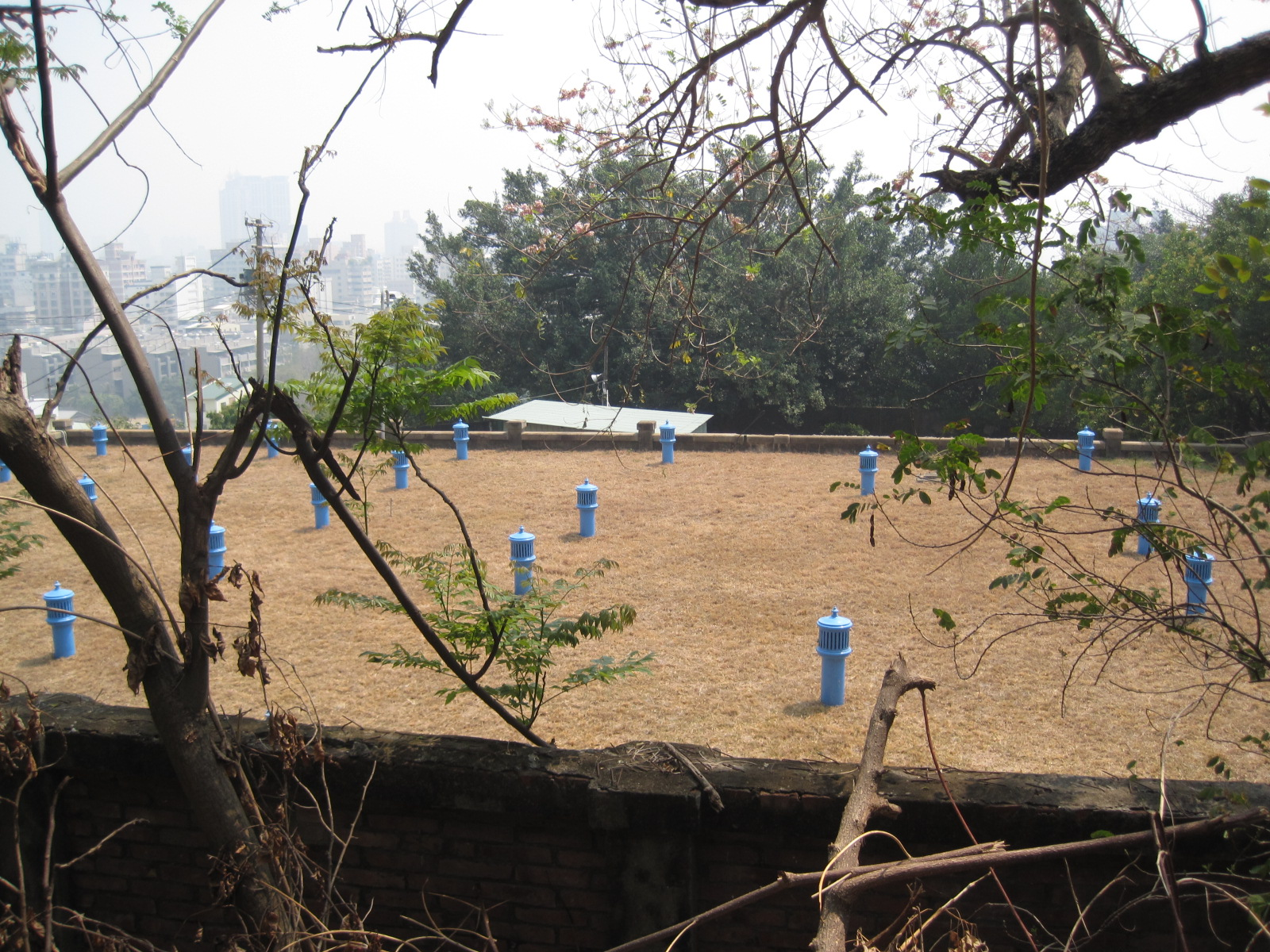
打狗水道淨水池

### 鐵管試驗場
位於高雄市田町四丁目，進行鐵管、鉛管等給水工具試驗。